# Nacho Cano
Ignacio Cano Andrés, més conegut com a Nacho Cano   (Madrid, 26 de febrer de 1963), és un músic espanyol.

## Resum biogràfic
Va estudiar solfeig, piano i després tot tipus d'instruments musicals; amb dinou anys ja tenia un Número 1 a Espanya i diversos temes en altres llocs també significatius, ara, igual que el seu germà José María Cano, és músic, compositor, arreglista i productor de les seves pròpies cançons, la majoria d'ells per al repertori del grup Mecano; és mestre en l'ús de sintetitzadors, és responsable de tots els temes instrumentals que Mecano ha publicat en alguns dels seus àlbums com els de Bodas en Londres, ¿Dónde está el país de las hadas?, Por la cara i 1917, i també d'algunes de les cançons més emblemàtiques del grup com La fuerza del destino, El 7 de septiembre o En tu fiesta me colé.
El 1994 va començar la seva carrera com a solista amb l'àlbum Un mundo separado por el mismo Dios amb cançons com El patio. Després va sortir El lado femenino amb la cançó Vivimos siempre juntos que va ser un èxit. El següent va ser l'àlbum Amor Humor i finalment l'àlbum Nacho Cano.
A més de ser un dels millors compositors espanyols dels últims anys ha col·laborat amb projectes benèfics i va ser el fundador de la "Fundació Sabera" para ajudar a les nenes de l'Índia. Disposa del seu propi estudi de producció (Fairligth Estudis, Madrid-Espanya) des del qual es dedica a producir altres grups espanyols. És l'artífex del musical Hoy no me puedo levantar en el qual s'escolten les millors cançons de Mecano i que es va estrenar a Madrid l'abril del 2005. És vegetarià.

## Trajectòria
Els primers passos de Nacho van ser en un germinal grup local de rock adolescent al que van anomenar "Prisma", on els seus integrants compartien afició per la música progressiva britànica dels anys 70. El van conformar a més de Nacho, Luis Bolín, Eduardo Benavente (un principal exponent del punk dins del que s'anomena com “Movida Madrileña”) i Toti Arbres els qui van morir en 1983 i 1992 respectivament.
Poc temps després, Nacho passa a ser guitarra de suport de José María Cano en els seus inicis de cantautor, acompanyats també de Ana Torroja com a segona veu. A escoles majors i fins i tot en algun programa de Televisió Espanyola a finals dels 70, feien versions dels seus cantautors favorits al costat d'alguns temes primerencs de José María.
Amb algunes d'aquestes cançons i idees, són descoberts per Miguel Ángel Arenas Capi, el qual es fixa en José María i els fa una audició per a la qual Nacho i José componen alguns temes. Després d'aquest contacte —i amb una decisió que canviaria el rumb de tots tres—, Capi proposa refer el format, estil i vocalista (que passa a ser Ana Torroja) i presentar-los a les companyies discogràfiques. A partir del fitxatge per la discogràfica CBS, donen forma al que seria el grup pop Mecano.

## Mecano
De la seva autoria va ser un dels temes emblemàtics amb què van començar a sonar a principis dels vuitanta: «Hoy no me puedo levantar». Aquest senzill, inclòs després en el primer disc de Mecano de nom homònim, va començar a poc a poc tenint impacte a les ràdios al que van seguir altres com «Em vaig colar en una festa» establint-se a partir d'aquí un dels èxits més importants de la indústria musical a la nova època democràtica espanyola.
Simultàniament a Mecano, Nacho Cano va ser sol·licitat durant part de la dècada dels anys vuitanta per diverses companyies i productors del sector discogràfic com a compositor o productor en el naixement d'altres projectes. Entre aquestes produccions més reconeixibles estan els primers àlbums de La Unió, el tema «No controles» escrita per a Olé Olé, Magenta (trio femení d'aires gòtics a les quals va produir el seu primer i únic àlbum) i fins i tot va realitzar una col·laboració experimental al costat de l'Golpes Bajos Germán Coppini, proposat a tots dos des dels estudis Audiofilm de Madrid (on gravaven Golpes Bajos i Mecano llavors).
Com és costum en molts compositors/productors, Nacho Cano havia anat creant el seu propi estudi d'enregistrament, anomenat Fairlight, la qual cosa va facilitar el treball com a productor o coproductor al costat d'altres noms com Rafael Abitbol i després Alejo Stivel a les mans de qui deixaria l'estudi per dirigir-lo.

## Ràdio i Televisió
També en aquests anys rep l'encàrrec des de TVE d'actualitzar algunes capçaleres musicals com la del programa cinematogràfic 'Cine Club' que s'utilitzaria al llarg de dues dècades i les sintonies de diverses sèries televisives i programes de producció nacional. Va compondre i va produir el tema principal de la pel·lícula de Fernando Trueba Sal gorda i sintonies d'espots per a televisió com el del cuponàs (ONCE) de 1988-1989 (considerada la primera campanya publicitària de gran pressupost a Espanya), la música de les campanyes televisives promogudes pel Ministeri de Cultura (1977-1996) d'Espanya als anys 1986-1988 amb el lema "La Moda de España" i ràfegues radiofòniques per a la SER.
Al llarg dels anys d'existència del grup Mecano, sobretot a la segona meitat dels vuitanta conquisten els mercats de llengua hispana i francesa amb creixent èxit, molt visible en l'afluència a les seves actuacions en directe, mostrant progressivament un Mecano més madur, amb textos i cançons adultes, cosa que encaixava amb un major i més ampli tipus de públic.
Nacho, que havia signat algunes de les cançons més recordades del pop dels 80 amb Mecano com "Un año más" (clàssic a les celebracions de final d'any de la capital de Madrid), "El 7 de setiembre", "Maquillaje", "Me colé en una fiesta", "La fuerza del destino" o "Barco a Venus" entre d'altres, el 1992 i després de l'internacional èxit dels tres últims àlbums del grup viatja a Nova York amb Penélope Cruz (la seva parella llavors) per a un descans indefinit inicial, després d'una intensiva gira internacional de dos anys alhora que prepara el seu primer treball discogràfic en solitari: Un mundo separado por el mismo Dios publicat el 1994 amb Virgin España. Aquest àlbum és una de les produccions conceptuals instrumentals més sofisticades i destacades a Espanya especialment de la primera meitat dels anys noranta.

## Gira en solitari
El disc també va ser acompanyat per una gira de concerts de presentació (la primera vegada que ho feia en solitari) de format multimèdia per gran part de la geografia espanyola i algunes ciutats europees. El va seguir un parell d'anys després un altre àlbum més o menys conceptual de cançons al mercat: El lado femenino, el 1996 el qual girava al voltant de les relacions de parella des de l'òptica d'una dona i cantada a través de diverses vocalistes femenines. D'aquest àlbum se'n va extreure el tema "Vivimos siempre juntos" la cançó vocal més coneguda de Nacho en solitari i va ser acompanyada per una gira per diverses ciutats i localitats espanyoles.
El 1997 participa interpretant en directe i cantat per ell mateix "Vivimos siempre juntos" com a part del concert-homenatge després de l'assassinat a mans de la banda terrorista ETA del regidor Miguel Ángel Blanco, amb els artistes Laura Pausini, Jarcha, Paco de Lucía, Jarabe de Palo, Joaquín Cortés, Raphael, Julio Iglesias, José Luis Perales, Rocío Jurado, Amistades Peligrosas, Raimon i Ricky Martin. L'acte va ser emès per TVE1, TVE Internacional, RNE-Ràdio 1 i Ràdio Exterior d'Espanya.
Ja el 1997, prop d'un any després de la publicació de El lado femenino, Mecano torna a l'estudi d'enregistrament per gravar nou material per al recopilatori ANA | JOSE | NACHO, com a part dels compromisos contractuals del grup Mecano amb la companyia BMG. L'àlbum recopilatori de Mecano i els nous enregistraments van ser presentats als mitjans i al públic com si es tractés d'un retorn a l'activitat musical del grup el 1998.
Durant aquest compromís estratègic, el seu germà i company de grup José María Cano simultaniejava poder estrenar la seva obra lírica amb la promoció amb Mecano, accentuant-se el seu convenciment d'estar acabada una etapa amb Ana i Nacho com a projecte musical tant per raons personals - la prioritat per a ocupar-se del seu fill amb sindrome d'asperger va ser determinant- com a artístiques (no hi havia gaire en comú amb els gustos estètics i musicals dels seus companys) segons va explicar finalment en una entrevista a premsa dues dècades després: "Jo havia estat cinc anys component Luna. Tenia l'esperança que en aquell temps les coses haguessin canviat. Els gustos evolucionen. No va ser el cas. Ni per part dels meus companys ni per part de la companyia discogràfica".
Va ser durant el lliurament de premis de la música de 1998 (Premios Amigo), on Mecano era distingit en la categoria de millor trajectòria quan José María, expressava públicament la seva sortida del grup, per la qual cosa tots els membres del grup tornen als seus diferents projectes individuals de manera definitiva.
Nacho per la seva banda, va reprendre el seu contracte amb Virgin Records, la companyia discogràfica dels seus discos en solitari del 1994 fins al 1999, publicant l'àlbum Amor humor el 1999, un treball que barrejava romanticisme amb humor i en el qual juntament amb les veus principals de Mercedes Ferrer i Natalia Zisa apareixen les de Nacho Campillo, Arturo Pareja- Obregón, Los Morancos i Paco Clavel. Tot i que no es va realitzar cap gira sí que va tenir una presentació en directe al programa d'entrevistes i actuacions de TVE Séptimo de Caballería presentat per Miguel Bosé. A l'actuació van participar: Arturo Pareja- Obregón, les germanes Chamorro, Mercedes Ferrer, Nacho Campillo, Tamara, Denise Rivera i Paco Clavel i van interpretar sis dels temes de l'àlbum. Finalment, dos anys després el 2001 edita en un segell propi el seu últim disc pop d'estudi titulat Nacho Cano.
D'aquestes produccions discogràfiques de Nacho són ressenyables cançons com "Vivimos siempre juntos", "El amargo del pomelo", "El Patio", "El presente junto a ti" o "Sube Sube" entre d'altres.També és destacable durant aquesta etapa on Nacho Cano escollia a vocalistes diferents per a les seves produccions dels seus quatre treballs, el que comptés de manera constant amb la participació de la cantautora roquera Mercedes Ferrer com a veu característica i reconeixible dels seus àlbums dels noranta.

## Filantropia
D'altra banda, entre 1998 i 2002 Nacho es compromet activament amb els desfavorits de l'Índia - arribant fins i tot a adoptar una nena i portar-la a Espanya- per a això s'implica en un documental Calcuta: vida en la estación de la muerte  (1998) per a TVE per tal de recaptar fons, es va embarcar en la creació d'una fundació per a l'ajuda de les dones índies "Sabera Foundation" així com assistir centenars d'indis en risc i la creació d'un orfenat que van quedar reflectits en un segon documental Calcuta 2: resultado final emès el febrer del 2001 i que mostrava els resultats fins aquell moment aconseguits amb l'aportació desinteressada de la societat gràcies també a la influència mediàtica de Penélope Cruz, Antonio Banderas i moltes altres figures de l'entreteniment.
Com a part de les accions benèfiques per promocionar l'entitat, el setembre de 2002 es presenta amb magnificència un àlbum Sabera: Voices of Hope, amb producció musical de Nacho, producció executiva de Nacho, Melanie Griffith i Penélope Cruz i publicat per Universal Music. No obstant això entre la presentació i la publicació al desembre de l'àlbum, Nacho Cano es desvincula de tot el relacionat amb Sabera (i per tant de la promoció)-, la qual es trobava qüestionada per negligències en la seva gestió, ús indegut de fons i enfrontaments interns, que porten l'artista a comunicar la seva dimissió davant el Protectorat de Fundacions del Ministeri de Treball i Afers Socials. Malgrat els problemes, al novembre Penélope Cruz realitza una breu promoció després de la qual al desembre es posa a la venda. A l'àlbum van participar Sting, Noa, Rosario Flores, Ricky Martin, Alanis Morissette, Alejandro Sanz i Ketama juntament amb diverses col·laboracions, amb versions de clàssics del pop-rock i tres temes originals per a l'àlbum.

## Tornada als estudis d'enregistrament
A mitjan 2002 torna momentàniament als estudis d'enregistrament a l'Abbey Road de Londres per compondre i gravar la música instrumental que representaria la candidatura Olímpica del Madrid 2012, un treball ofert pel llavors alcalde de Madrid i president del comitè Alberto Ruiz-Gallardón. La seva estrena el 2003 en un espectacle multimèdia com a part de la presentació de la candidatura que es va encarregar de concebre el propi Cano, va rebre l'aplaudiment d'assistents així com també impressions positives en mitjans. Es publicaria un senzill promocional no comercial com a part de la promoció de la campanya de la candidatura.
L'any 2003, compon i estrena una peça instrumental encarregada de nou des de l'Ajuntament de Madrid per commemorar l'enllaç entre el Príncep d'Astúries, la S'Altesa Reial Felip de Borbó i Grècia i Letizia Ortiz, actuals Reis d'Espanya i interpretada per l'Orquestra de la Comunitat de Madrid. Es va orquestrar per a piano, guitarra espanyola i cordes, tasca que va recaure en el músic de bandes sonores i col·laborador habitual de Nacho, Peter Hope. Es va realitzar un enregistrament en CD i es va comercialitzar com a senzill amb el títol "Múica para una boda" la recaptació del qual anava destinada a les víctimes de l'atemptat de l'11-M de Madrid.
Al mes d'abril de 2005 Nacho Cano presenta Hoy no me puedo levantar amb la productora Drive Entertainment, acompanyada d'una forta campanya promocional a Espanya sent també el major musical de creació espanyola aconseguint èxit i renom sent portat a escena al llarg de gairebé una dècada. Les cançons del grup van ser musicalitzades per Nacho Cano amb nous arranjaments d'acord amb la naturalesa de l'espectacle i el llibret original va ser encarregat al guionista David Serrano. Es va estrenar també a Mèxic, on igualment es va convertir en n.º1.
Va tenir també a Espanya, per temps limitat, una versió apta per als més petits titulada En tu fiesta me colé, amb canvis significatius i interpretada per diversos actors de la versió original, amb un llenguatge apropiat per al públic infantil i missatges moralitzants sobre els danys de l'alcohol.
La història dHoy no me puedo levantar (el musical) se situa als anys vuitanta amb l'eclosió dels nous codis socials en aquella primera Espanya democràtica, (que queden reflectits tant al text teatral com a les lletres del repertori de Mecano com vehicle per comptar aquella època). Al costat de la promoció en mitjans es va editar i comercialitzar un doble disc que incloïa les cançons habituals a l'obra en la seva forma de musical. Dos anys després, Nacho Cano és apartat de la direcció del musical, fent públic el seu descontent durant els anys següents.
A finals de la dècada el 2008, presenta A: un musical de Nacho Cano, el seu primer musical original enterament propi on escriu no només la lletra i la música original, sinó també el llibret i el seu desenvolupament escènic.

## Suport d'Esperança Aguirre
En ocasió de la inauguració dels nous Teatres del Canal de Madrid, Nacho Cano és escollit per la corporació de la Comunitat de Madrid per oferir un espectacle a partir del seu musical acabant en polèmica, a causa de la notable despesa que va suposar per a les arques públiques. Davant d'això l'artista va expressar sentir-se utilitzat pels polítics mentre que va rebre el suport de la llavors presidenta de la Comunitat, Esperanza Aguirre, que va defensar Nacho assegurant que el musical "A" era d'interès i se l'emportaria a Dubai i Las Vegas, cosa que finalment no passaria.
Pel que fa a l'obra musical en si, argumentalment era una faula de fantasia de rerefons moral. Com a senzill promocional es va publicar "Ha nacido un gitanito" a través de la pàgina web del musical i un any després va ser enregistrada en una nova versió interpretada per l'artista Malú. També es va publicar un àlbum d'estudi amb la música de l'espectacle. Produït juntament amb José Manuel Lorenzo, el concepte i posada en escena amb coreografies aèries de Hansel Cirera i efectes visuals, intentava acostar-se als espectacles de Broadway i Londres, representant una temporada a Madrid i una altra a Barcelona amb alguns canvis.
A la primavera de 2010, Nacho Cano elabora a Eivissa la música inaugural dels Campionats Europeus d'Atletisme celebrats a la Ciutat Condal en coordinació amb el percussionista Salvador Niebla i el grup artístic Deambulants. Incloïen imatges creades per Jaume de Laiguana sota la direcció del coreògraf aeri Hansel Cereza (La Fura dels Baus), esdeveniment retransmès per RTVE als seus canals internacionals ia TV3.
Aquest mateix any, presenta en societat un grup de ball format per actors i intèrprets vinguts dels seus anteriors musicals sota el nom de "Mecandance". La primera aparició es va fer a la discoteca Amnèsia d'Eivissa i la presentació oficial a la sala Kapital de Madrid. Li va acompanyar un àlbum produït per Nacho amb el mateix títol, gravat a Eivissa i interpretat majoritàriament pels membres del cos de ball de "Mecandance".
Sota l'epígraf "Nacho Cano presenta" l'àlbum contenia temes adaptats a la seva proposta de ball basades de nou en el repertori de Mecano. Va ser publicat per Warner España i no va tenir repercussió ni recorregut tot i que es va fer una campanya de playbacks per a televisió promocionant l'espectacle.
Ja el 2011 és rellevat precipitadament pel periodista José Antonio Abellán, una gira de Mecano patrocinada per BBVA, circumstància que s'estava negociant discretament de cara a una sèrie de concerts, i l'oficina de representació RLM va desmentir que encara estigués previst, i que finalment no arribaria a materialitzar-se.
El 2014 Cano compon una cançó nova, aquesta vegada per recolzar les curses de "Formula E" (un tipus de curses de vehicle ecològic creada i impulsada per l'empresari i antic eurodiputat Alejandro Agag) i que es va estrenar a la competició mundial de Punta de l'Este (Uruguai) aquell any interpretada a la veu per la cantautora americana Terra Naomi. Mesos després ja el 2015 el tema és comercialitzat amb Warner Music en plataformes digitals, acompanyat d'un videoclip promocional.
El 10 d'agost de 2019, Nacho Cano, és anunciat al festival de música Sonorama Ribera d'Aranda de Duero a Burgos com a artista especial del cartell d'aquesta edició, per oferir un concert en directe amb la participació de veterans artistes espanyols juntament amb altres actuals de l'escena "indie" del moment, repassant una selecció de temes de Mecano i algunes cançons fora del grup.
En els últims dies de desembre de 2020, l'Ajuntament de Madrid, anuncia que Nacho Cano actuaria a la plaça de Puerta del Sol la nit de Cap d'Any, sense públic encara que amb càmeres a causa del Covid. Amb la veu de la compositora i cantant murciana Maryan Frutos y coros, va interpretar al piano una versió nadalenca d'"Un año más" produïda per a la seva difusió en cadenes de televisió i finalment retransmesa en la seva totalitat per la cadena autonòmica Telemadrid.

## Malinche
Al llarg de la segona dècada per altra banda, Nacho Cano havia ideat i desenvolupat un altre ambiciós projecte: una nova obra musical que es va mantenir durant diversos anys en fase de preproducció. Si bé va tenir una inicial versió presentada a Nova York el 2016 en llengua anglesa davant de personalitats de la vida social i cultural, no és fins al 2021 quan s'anuncia la intenció de ser realitzada a Espanya i Mèxic, amb possibilitat de portar-lo a Las Vegas.
Malinche, un musical de Nacho Cano és un espectacle en clau de diversitat i celebració multicultural al voltant de la figura de la Malinche i el paper en la història i la cultura de Mèxic dels espanyols Hernán Cortés i els conqueridors. La producció executiva del musical va anar a càrrec de l'inversor David Hatchwell. Paral·lelament va estar en marxa una producció audiovisual que mostraria el procés de creació, documentació i enregistrament i que seria estrenada l'octubre del 2021 a la plataforma de streaming Netflix sota el títol La creació de Malinche: un documental de Nacho Cano.
En el making-of es mostren fragments de quadres musicals acompanyant el procés de treball amb actors, juntament amb comentaris del propi músic, altres artistes, historiadors, antropòlegs i arqueòlegs sobre una interpretació de la colonització de Mèxic i el context cultural que el va envoltar acompanyant seqüències filmades d'assajos i dramatitzacions a Nova York, Londres, Eivissa, Salamanca, Medellín, Nova York, Mèxic, Los Angeles, Cuzco i Miami.
Cal destacar també en la seva carrera, la nit de Cap d'Any de 2020, quan amb motiu de les mesures de distanciament social adoptades a conseqüència de la pandèmia de COVID-19, va quedar tancat l'accés al públic a la Puerta del Sol. Les campanades van sonar a la plaça sense més presència humana que la de Nacho Cano, acompanyant el piano a la cantant KUVE interpretant el tema Un año más, en homenatge als morts a conseqüència de la malaltia.
D'altra banda entre 2020 i 2021, es concreta la que seria la ubicació del nou recinte teatral creat expressament per a les característiques de la producció, sent adjudicat un terreny al districte d'Hortaleza (Madrid) si bé la posada en marxa del nou espai no permetia que estigués llest fins a meitat del 2022. A més estava originalment concebut com una piràmide de 6000 tones d'acer dins del qual es construiria l'espai escènic com a tal, però a Espanya es veu obligat a renunciar-hi.
Aquest desembarcament empresarial en aquesta àrea de Madrid va estar acompanyat del rebuig dels veïns juntament amb acusacions de tracte de favor per part d'alguns partits polítics. Igualment es decideix el trasllat a un altre recinte, del qual s'informa que s'estan en converses amb l'IFEMA (acrònim d'Institución Ferial de Madrid), i renunciar al format original. Al novembre, Nacho Cano expressa a Mèxic durant una xerrada davant els mitjans sobre el futur espectacle, el seu desig particular de poder estrenar-lo el primer trimestre de 2022, encara que al cap de poques setmanes la web oficial del musical informa com a data d'estrena el 15 de setembre.
Per a la seva promoció, el desembre de 2021, es va publicar un primer senzill amb el títol "Mèxic Màgic" en tres versions (espanyola, mexicana i nord-americana) a més de versions mariachis a totes les plataformes digitals i al novembre de 2022 com a part del marxandatge, un compacte de poc més de 30 minuts amb una petita selecció en forma de música no vocal sota el nom "Malinche Symphonic" disponible també en descàrrega digital. El musical va rebre en diverses categories diversos premis Max el 2023.

## Vida personal
Nacho Cano al llarg de la seva trajectòria va manifestar en un primer moment cert interès per orient i les seves filosofies. Des de jove ha estat aficionat a diferents variants del ioga fins a l'actualitat. Va viure a Miami i ha ocupat el seu temps entre el seu negoci de ioga (de l'estil bikram) com a instructor, la creació de musicals i col·laboracions en produccions audiovisuals.
Va ser coneguda la seva relació sentimental amb Penélope Cruz als noranta, així com a la dècada de 1980 (segons és ja conegut) va mantenir una llarga relació amb l'escriptora espanyola Coloma Fernández Armero, inspiració per a algunes de les seves cançons a Mecano com «La fuerza del destino» (1989) i «El 7 de septiembre» (1991). Al llarg de la seva trajectòria professional ha mostrat el seu compromís actiu davant de problemes socials i humanitaris diversos bé recolzant o implicant-se personalment a través de fundacions socials, entitats filantròpiques o culturals (Sabera, Fundació Hispano-Judia) i fins i tot mitjançant iniciatives i esdeveniments musicals solidaris.

## Distincions honorífiques
- Cavaller Gran Creu de la Orde del Dos de Maig (02/05/2021).